# The Adventures of Bayou Billy
The Adventures of Bayou Billy, i Japan släppt under namnet Mad City (マッド・シティ?), är ett actionspel utvecklat av Konami till NES. Spelet innehåller bland annat fighting, racing och skytte (vilket kan utföras med Zapper ljuspistol). Spelet släpptes i Japan 1988, i Nordamerika 1989 och i PAL-regionen 1991.

## Handling
Billy West skall rädda sin flickvän Annabelle Lane från Godfather Gordons gäng.

### Fotnoter
1. 1 2 3 4  ”The Adventures of Bayou Billy”. NES DB. 29 mars 1988. Arkiverad från originalet den 24 april 2014. https://web.archive.org/web/20140424160527/http://www.nesdb.se/game_more.php?id=33&rid=1. Läst 24 april 2014.